# 카뮈 따윈 몰라
카뮈 따윈 몰라(カミュなんて知らない, Who's Camus Anyway?)는 일본에서 제작된 야나기마치 미츠오 감독의 2005년 드라마 영화이다. 카시와바라 슈지 등이 주연으로 출연하였고 시미즈 카즈오 등이 제작에 참여하였다.

## 출연

### 주연
- 카시와바라 슈지
- 마에다 아이
- 요시카와 히나노
- 나카이즈미 히데오

### 조연
- 쿠로키 메이사
- 타구치 토모로오
- 혼다 히로타로

## 제작진
- Co-PD: 안자이 시마
- 미술: 마루오 토모유키
- 미술: 사이토 이와오
- 의상: 하마이 타카코